# مزگاه
مزگا (مزگاه)، روستایی است از توابع بخش مرکزی شهرستان نوشهر در استان مازندران ایران.

## جمعیت
این روستا در دهستان خیرودکنار قرار داشته و براساس آخرین سرشماری مرکز آمار ایران که در سال ۱۳۸۵ صورت گرفته، جمعیت آن ۱٬۱۰۸نفر (۳۲۷خانوار) بوده‌است. مردم مزگا عمدتاً از دو قومیت طبری و گیلکی هستند. مردم مزگا برخی به زبان گیلکی و برخی دیگر به گویش کجوری سخن می‌گویند.

## تاریخچه
نام قدیمی این روستا به احترام مالک بزرگ منطقه  "نظام خان اسلامی" به "نظام آباد" معروف شد ؛این روستا در حدود سال 1320 شکل گرفت و ساکنان اولیه آن کمتر از 5 خانوار بودند و در بدو این روستا سرزمینی بکر و پر از درختان و بوته‌های انبوه تمشک و پر از درختان بلوط یا مازو و در گویش محلی "مازی" بود که بعدها معروف به "مازی گاه" و به مرور "مزگا" نامیده شد؛ اما هم‌اکنون با تغییر بی رویه و دست بردن در اکوسیستم این روستا اثری از درخت موزی یا مازو در این مکان دیده نمی‌ شود! 
ساکنان اولیه در گذر زمان به شکل دادن روستا پرداختند و عمده کار روستاییان دامداری و کشت برنج بود ؛ لیکن به مرور زمان به جهت شرایط فوق العاده زیبای این منطقه و فاصله بسیار نزدیک کوه و دریا و جنگل و داشتن چندین موقعیت گردشگری در کنارهم ؛به‌طور تدریجی به منطقه توریستی تبدیل شد بطوریکه مورد توجه پادشاه وقت (پهلوی دوم) و سران و رؤسا حکومت وی قرار گرفت من‌جمله ویلاهای پیشین آقای هویدا (از نخست وزیران دوران پهلوی) و آقای وهاب زاده (رئیس پیشین شرکت «ب‌ام‌و ؛ هژبری ؛همدانیان سرمایه داران وقت » در این روستا واقع شده‌است.این ویلاها پس از پیروزی انقلاب اسلامی ایران در اختیار بنیاد مستضعفان قرار گرفت و بعضا در مزایده‌ها واگذار به اشخاص غیر دولتی گردید همچنین ویلای فردین هنرپیشه فقید سینما در این روستا می‌باشد .
با ورود شخصیت‌های دولتی از عمران آبادانی‌های انجام شده ساخت استادیوم زمین چمن ؛ مجتمع آموزشی و فرهنگی دبستان راهنمایی دبیرستان و بهترین مرکز آموزش تربیت معلم؛ بهسازی کانال آبراه رودخانه مزگا انجام شد.